# Cornelis de Heem

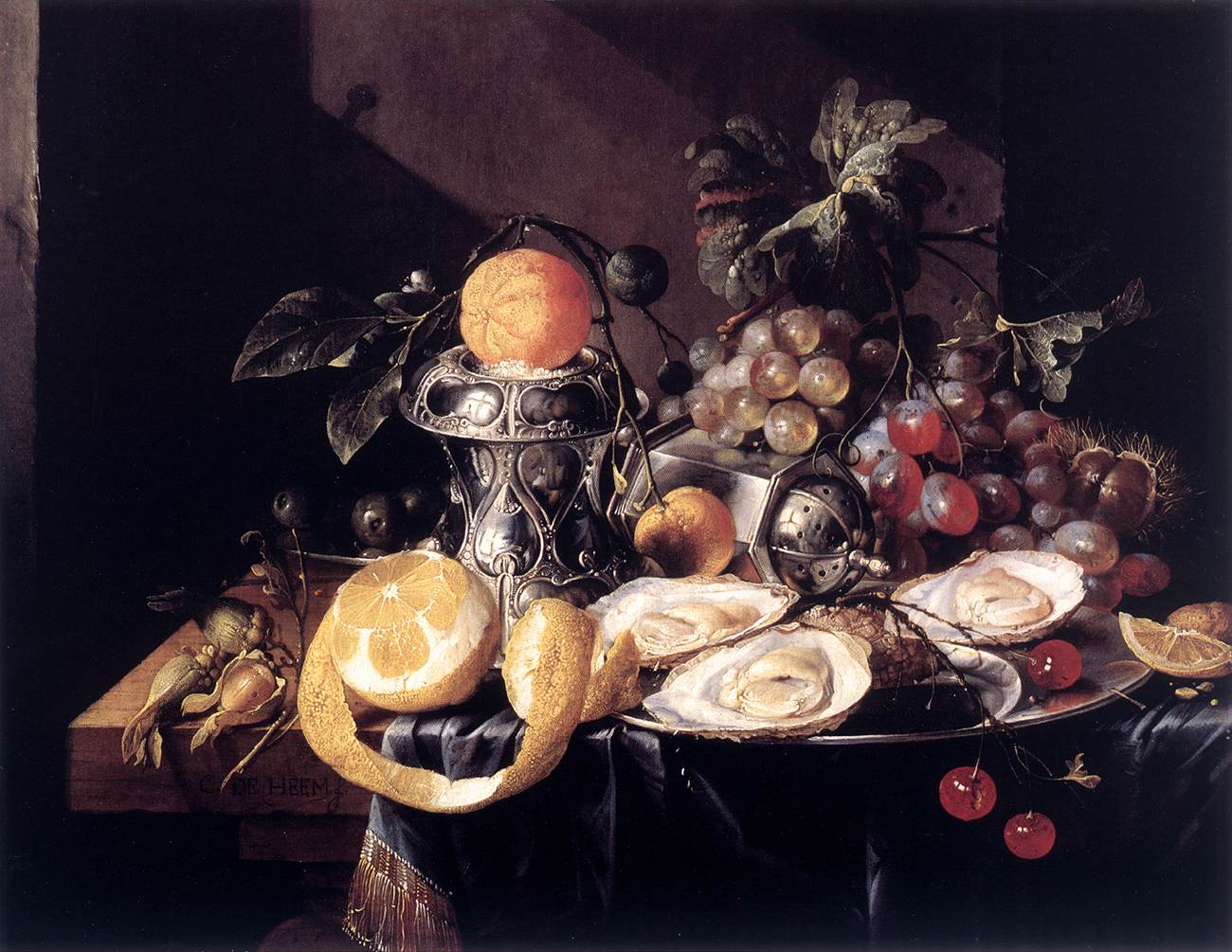
Natura morta con ostriche, limoni e uva, 1660 circa, Residenzgalerie

Cornelis de Heem (Leida, 1631 – Anversa, 1695) è stato un pittore olandese naturalizzato fiammingo.

## Biografia
Figlio di Jan Davidsz. de Heem, pure specialista di nature morte, fu battezzato l'8 aprile 1631. Col padre ad Anversa fin dal 1636 e da allora fu sempre attivo in quella città. La sua formazione olandese maturò nell'ambiente fiammingo, unendo il chiaroscuro tipicamente olandese con i colori smaglianti dei Paesi Bassi del sud.
Negli ultimi anni il suo stile si cristallizzò in forme più stereotipate e rigide. Fu sepolto il 17 maggio 1695.